# Llengües tupí

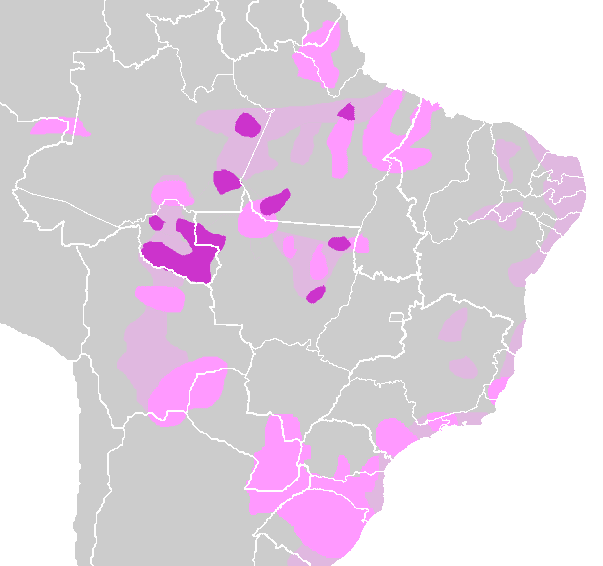
Llengües tupí: llengües tupí-guaranís (rosa) i altres grups (lila) a l'actualitat i àrees d'extensió probables en el passat.

La família lingüística tupí o macro-tupí és un conjunt de 76 llengües amerindies d'Amèrica del Sud. És la família de major extensió geogràfica a la regió, i és formada per deu subfamílies:
- Subfamília Arikem: Dues llengües. Una d'elles, l'arikem, és extinta. La restant, karitiâna, és parlada per unes 200 persones al riu Candeias, estat de Rondônia (Brasil).
- Subfamília Awetí: Una llengua, awetí o awetö, parlada per aproximadament 100 persones a l'alt riu Xingú, estat de Mato Grosso (Brasil).
- Subfamília Mawé Sateré: Una llengua, sateré mawé, parlada per unes 9.000 persones en més de 14 viles entre el baix riu Tapajós i el baix riu Madeira, estats de Pará i Amazones (Brasil).
- Subfamília Mondé: 6 llengües.
- Subfamília Mundurukú: 2 llengües.
- Subfamília Puruborá: Una llengua, puruborá, gairebé extinta. El 2002 se'n registraven sols dos parlants als naixements del riu San Miguel (tributari del Guaporé), estat de Rondônia (Brasil).
- Ramarama: 2 llengües.
- Subfamília Tuparí: 5 llengües.
- Subfamília Tupí-guaraní: 52 llengües, en 11 subgrups, més una que no està classificada.
- Subfamília Yuruna: 3 llengües.